# 密蘇里鎮區 (阿肯色州內華達縣)
密蘇里鎮區（英語：Missouri Township）是位於美國阿肯色州內華達縣的一個行政鎮區。

## 地方資料
密蘇里鎮區的面積為225.20平方千米，當中陸地面積為223.49平方千米，而水域面積為1.71平方千米。根據2010年美國人口普查的數據，當地共有人口4261人，而人口密度為每平方千米18.92人。